# Diaspora irlandaise

Les pays ayant une population importante de ressortissants irlandais et de descendants éligibles.
République d'Irlande et Irlande du Nord.
+ 1,000,000
+ 100,000
+ 10,000
+ 1,000

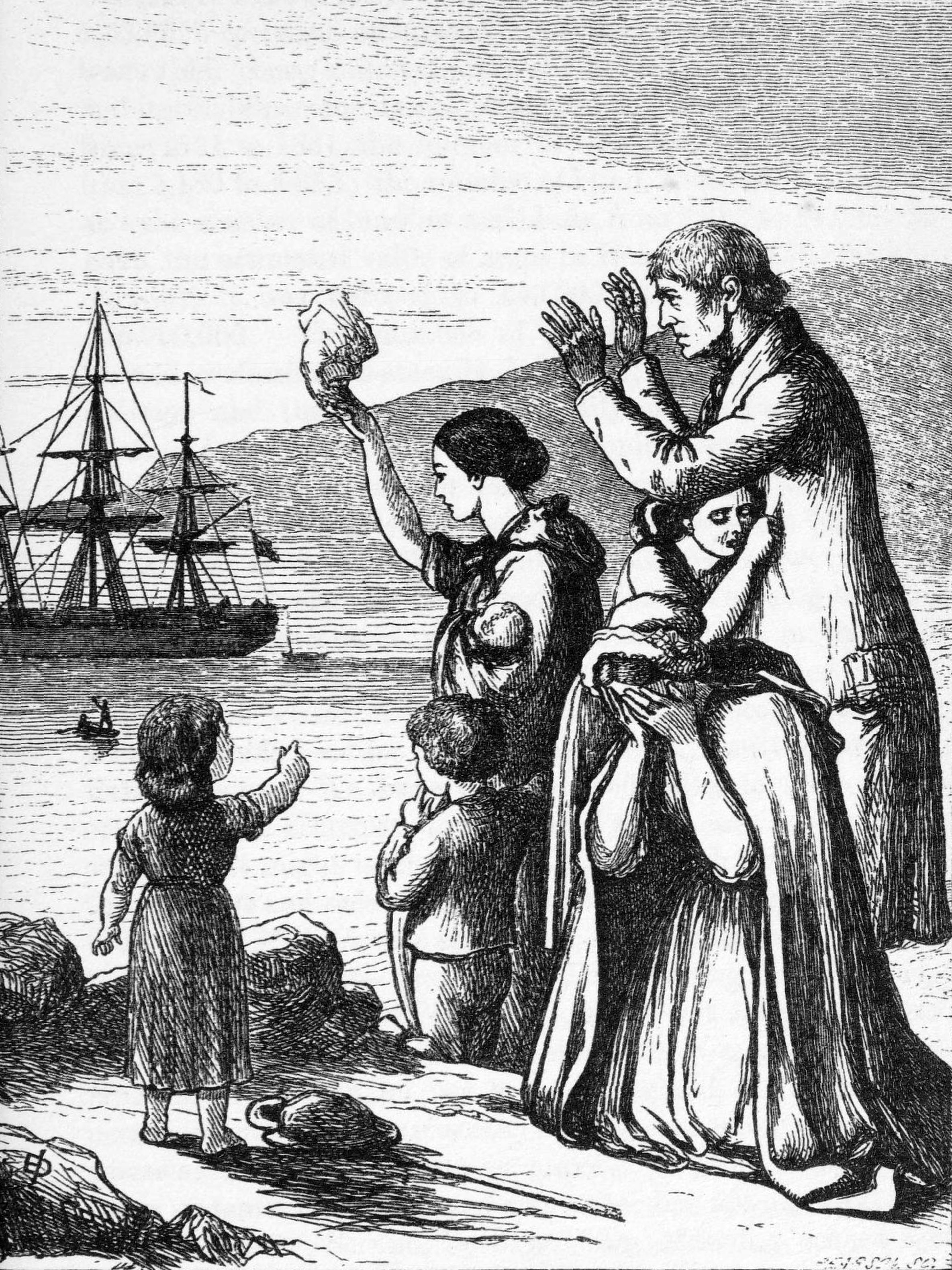
Les émigrants quittent l'Irlandegravure de Henry Doyle (1827-1892)tirée de l' Illustrated History of Ireland de Mary Frances Cusack, 1868.

La diaspora irlandaise correspond tout particulièrement à l’exode massif que causa la Grande Famine en Irlande au XIXe siècle. C'est au total plus de deux millions d'Irlandais qui sont partis de leur pays pour pouvoir survivre. La plupart sont allés dans des pays anglophones comme les États-Unis, le Canada, la Grande-Bretagne, l'Australie et la Nouvelle-Zélande.
Cependant, même si cet épisode est marquant du fait de son très grand mouvement de population, de nombreux Irlandais ont également quitté leur pays en quête de prospérité avant cet événement et dans les décennies de la fin du XIXe et du début du XXe siècle, principalement en direction des États-Unis.
De nos jours, environ 80 à 100 millions de personnes à travers le monde dont 36 millions aux États-Unis déclarent avoir des origines irlandaises.
Les clubs de football du Celtic Football Club fondé en 1887 à Glasgow et du Hibernian Football Club fondé en 1875 à Édimbourg ont été créés par des ecclésiastiques pour soutenir la communauté irlandaise en Écosse.

## Définition
Le terme de diaspora irlandaise se prête à de nombreuses interprétations. La diaspora, interprétée au sens large, comprend toutes les personnes connues pour avoir des ancêtres irlandais, soit plus de 100 millions de personnes, ce qui représente plus de quinze fois la population de l'île d'Irlande, qui comptait environ 6,4 millions d'habitants en 2011. Il a été avancé que l'idée d'une diaspora irlandaise, distincte de l'ancienne identification de l'irlandicité à l'Irlande elle-même, a été influencée par l'avènement perçu de la mobilité mondiale et de la modernité. L'irlandicité pouvait désormais être identifiée à des individus et des groupes dispersés d'origine irlandaise. Mais beaucoup de ces personnes étaient le produit de mariages ethniques complexes en Amérique et ailleurs, ce qui compliquait l'idée d'une seule lignée de descendants. L'"irlandicité" pourrait alors reposer principalement sur l'identification individuelle à une diaspora irlandaise.